# Colèdoc
El (conducte) colèdoc o conducte biliar comú (CBC) és el resultat de la confluència del conducte cístic i el conducte hepàtic comú. Juntament amb el conducte de Wirsung o pancreàtic forma l'ampul·la de Vater. Per regla general, té una longitud de 6-8 cm i un diàmetre < 5 mm en la porció superior i d'uns 6 mm en la inferior. El diàmetre del colèdoc tendeix a augmentar amb l'edat. Quan en individus asimptomàtics supera els 8 mm, aproximadament, es considera anormal. La zona interna de la paret del colèdoc està recoberta per un epiteli columnar simple que secreta mucines i absorbeix aigua i sals. Per sota del teixit conjuntiu lax subepitelial hi ha una capa gruixuda de fibres de col·lagen, elàstiques i de múscul llis. Les mucines, produïdes per les glàndules coledocianes tubulars existents a la regió parietal laxa, proporcionen protecció a l'epiteli i acaben incorporant-se a la bilis.
La coledocolitiasi (presència d'almenys un càlcul biliar dins del colèdoc) és un trastorn de l'aparell digestiu freqüent. Els símptomes són molt variats: dolor abdominal intens, nàusees, vòmits, febre i -de vegades- icterícia. Entre les seves complicacions més destacables figuren la colangitis aguda i/o la cirrosi hepàtica. En certs casos, l'obstrucció associada del conducte pancreàtic pot causar una pancreatitis. El quist de colèdoc és una rara anomalia d'aquesta estructura anatòmica (1 cas/100.000–150.000 nens nascuts vius en la població del món occidental) que acostuma a originar una simptomatologia abdominal inespecífica, particularment en individus adults. A l'Àsia té una incidència notablement més alta (1 cas/1.000 nens nascuts vius). Poques vegades, la seva mida supera els 10 cm d'eix màxim. Encara que la classificació dels quists coledocians de Todani (1977, revisada el 1997 i el 2003) és la més usada avui dia, hi ha experts que proposen perfeccionar-la tenint en compte les recents descripcions de nombrosos casos de quists insòlits i els nous coneixements sobre la seva patogènesi. Els coledococeles són dilatacions quístiques del segment distal del conducte biliar comú que sobresurten en la llum duodenal. La perforació espontània del CBC és una entitat clínica poc habitual, que pot produir un quadre sobtat d'abdomen agut per peritonitis biliar generalitzada tributari d'intervenció quirúrgica urgent. El paraganglioma de colèdoc és una causa gairebé insòlita d'icterícia obstructiva.
Determinades malformacions congènites del colèdoc comporten un considerable risc d'aparició de formacions neoplàstiques locals, algunes d'elles malignes, i que sovint són tributàries d'excisió quirúrgica. La duplicació del CBC és una anomalia excepcional. Pot causar quadres dolorosos abdominals de repetició similars als d'un còlic biliar o ser asimptomàtica. Alguna vegada una de les seves branques té un drenatge ectòpic en l'estómac.